# Payrumani
Payrumani ist eine Streusiedlung im Departamento Oruro im Hochland des südamerikanischen Andenstaates Bolivien.

## Lage im Nahraum
Payrumani liegt in der Provinz Litoral und ist der zentrale Ort des Cantón Payrumani del Litoral im Municipio Escara auf dem bolivianischen Altiplano. Das Zentrum der Ortschaft liegt auf einer Höhe von 3827 m zwischen dem stark salzhaltigen Río Challhuiri direkt nördlich der Ortschaft und dem im Südosten angrenzenden Cerro Uyarani (4321 m). Der Río Challhuiri umfließt den Berg an dessen Ostrand und mündet flussabwärts in den Río Lauca.

## Geographie
Das Klima der Region ist semiarid und weist eine kurze Regenzeit im Sommer auf, der Jahresniederschlag liegt bei niedrigen 200 mm (siehe Klimadiagramm Huachacalla). Die Jahresdurchschnittstemperatur liegt bei knapp 6 °C ohne wesentliche Schwankungen im Jahresverlauf, aber mit starken Tagesschwankungen der Temperatur und häufigem Frostwechsel.
Die Vegetation der Region entspricht der semiariden Puna. Sie ist baumlos und setzt sich vor allem aus Dornsträuchern, Gräsern, Sukkulenten und Polsterpflanzen zusammen. Sie wird wirtschaftlich als Lama-, Alpaka- und Schafweide genutzt.

## Verkehrsnetz
Payrumani liegt in einer Entfernung von 218 Straßenkilometern südwestlich von Oruro, der Hauptstadt des Departamentos.
Von Oruro aus führt die Nationalstraße Ruta 12 über Toledo und Ancaravi nach Huachacalla. Von Ancaravi aus führt nach Nordwesten die Ruta 27 zu dem 57 Kilometer entfernten Turco und dann fünfzig Kilometer in südwestlicher Richtung. Während die Ruta 27 dann nach rechts in nordwestliche Richtung schwenkt, folgt man der ursprünglichen Fahrtrichtung nach Südwesten, überquert nach fünf Kilometern den Río Cosapa und erreicht nach weiteren sieben Kilometern eine nach Süden abzweigende Piste, die nach neun Kilometern die am Río Challhuiri liegende Ortschaft Payrumani erreicht.

## Bevölkerung
Die Einwohnerzahl der Ortschaft ist in dem Jahrzehnt zwischen den beiden letzten Volkszählungen um mehr als ein Drittel angestiegen:
| Jahr | Einwohner         | Quelle       |
| ---- | ----------------- | ------------ |
| 1992 | keine Detaildaten | Volkszählung |
| 2001 | 352               | Volkszählung |
| 2012 | 499               | Volkszählung |
| 2024 |                   | Volkszählung |

Die Region weist einen hohen Anteil indigener Bevölkerung auf, im Municipio Escara sprechen 81,1 Prozent der über 6-Jährigen Aymara (2001).